# هانس راوتر
هانس راوتر (به آلمانی: Hanns Albin Rauter) (زاده ۴ فوریه ۱۸۹۵ – مرگ ۲۴ مارس ۱۹۴۹) یک ژنرال اتریشی در دوره رایش سوم و رهبر کل نیروهای اس‌اس و پلیس در هلند تحت اشغال آلمان بود. وی در ۲۴ مارس ۱۹۴۹ در لاهه تیرباران شد.